# 지광훈
지광훈(智光薰, 1948년 ~ )은 대한민국의 과학자이자 대학 교수다. 한국지질자원연구원 지질자원정보센터 책임연구원으로 근무하고, 대한원격탐사학회 회장과  아시아 원격탐사학회(ACRS)의 회장을 역임했다.
원격탐사와 GIS의 통합 그리고 수학적 모델 등을 결합해 내놓은 '산사태 예측기술' 등의 연구업적으로 평가 받는 중견 과학자다. 원격탐사와 GIS(지리정보시스템) 분야에서 대한민국 처음으로 세계 최고 권위의 인명사전 기관인 미국 마르퀴즈 후즈 후(Marquis Who’s Who)의 '후즈 후 인 더 월드' 23판에 등재되었다.
현재는 고려대학교 생명과학대학 환경생태공학부 연구교수다.

## 경력
- 한국지질자원연구원 지질기반정보연구부 지질자원정보센터 책임연구원
- 대한원격탐사학회 회장
- 아시아 원격탐사학회(ACRS) 회장
- 고려대학교 생명과학대학 환경생태공학부 연구교수

## 학력
- 지바 대학교 대학원

## 저서
- 《위성에서 본 한국의 화산지형》